# طوابع البريد والتاريخ البريدي لسنغافورة
يتناول هذا المقال تاريخ البريد في سنغافورة والطوابع البريدية التي أصدرتها هذه الدولة وأقاليمها التاريخية المختلفة حتى يومنا هذا. بدأت الخدمة البريدية في سنغافورة بتسليم الرسائل دون طوابع بريدية، وكان الشخص المتلقي يتحمل تكلفة ال ثم شملت الرسائل المدفوعة مسبقًا والتي تحملها شركات البريد الخاصة ومكاتب البريد المؤقتة وبلغت ذروتها في نظام الدفع المسبق الشامل الذي يتطلب أن تحمل جميع الرسائل طوابع بريدية لاصقة صادرة على المستوى الوطني. سنغافورة هي دولة جزيرة قبالة سواحل جنوب شرق آسيا وتقع بين مضيق ملقا وبحر الصين الجنوبي.
ارتفعت أهمية الجزيرة خلال القرن الرابع عشر وأصبحت ميناءً مهمًا وكانت تُعرف سنغافورة آنذاك باسم تيمسيك، ولكن دمرها الغزاة البرتغاليون عام 1613 وأصبحت غامضة نسبيًا خلال القرنين التاليين. في عام 1819 أنشأ المستعمر البريطاني ستامفورد رافلز مركزًا تجاريًا على الجزيرة. وخلال العقود القليلة التالية ازدادت أهمية سنغافورة مرة أخرى وسرعان ما أصبحت مدينة ساحلية رئيسية كعاصمة لمستوطنات المضيق. خلال الحرب العالمية الثانية احتلت اليابان سنغافورة من عام 1942 إلى عام 1945 وأعيدت تسميتها إلى سيونان-تو. وبعد الحرب عادت سنغافورة إلى السيطرة البريطانية مع اخذها مستويات متزايدة من الحكم الذاتي حتى بلغت ذروتها بالحكم الذاتي الكامل وبعد فترة وجيزة اندمجت مع اتحاد الملايو لتشكيل ماليزيا في عام 1963. ومع ذلك كان هذا الاتحاد قصير الأمد وأصبحت سنغافورة جمهورية مستقلة في 9 أغسطس عام 1965.
أصبحت سنغافورة اليوم واحدة من أكثر دول العالم ازدهارًا مع اقتصاد سوق حر متطور للغاية وروابط تجارية دولية قوية. وهي الآن تمتلك أعلى نصيب للفرد من الناتج المحلي الإجمالي في آسيا وهو الثاني على مستوى العالم. كما أنها تحتل المرتبة التاسعة على مؤشر التنمية البشرية.وتحتل البلاد اليوم أيضًا مرتبة عالية في الفئات المتعلقة بجودة الحياة وخاصة التعليم والإسكان ورأس المال البشري والرعاية الصحية ومتوسط العمر المتوقع والسلام والشفافية.
على مدار تاريخ سنغافورة كانت هناك إدارات بريدية مختلفة تصدر طوابعها البريدية. وتتولى هيئة البريد السنغافورية (سينغ بوست) قيادة الخدمة البريدية العامة وهي شركة خدمات بريدية وخدمات توصيل عُيينت كجهة مرخصة للبريد العام (بيه بيه أل) في البلاد، حيث تقدم خدمات بريدية محلية ودولية. سنغافورة هي دولة عضو في الاتحاد البريدي العالمي (يو بيه يو).

## التاريخ

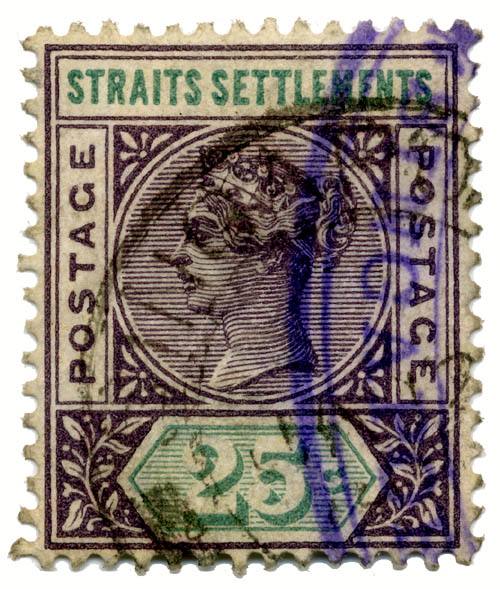
طابع مستوطنات المضيق لعام 1892

كانت الخدمة البريدية متاحة في سنغافورة منذ تأسيس المدينة المعاصرة على يد ستامفورد رافلز عام 1819. نُظّمت الخدمات البريدية لأول مرة بشكل مباشر في سنغافورة عام 1826. ومنذ عام 1829 بدأ استخدام الطوابع البريدية المستطيلة في المراسلات المحلية.

### مستوطنات المضائق

#### السنوات المبكرة
كانت سنغافورة في الأصل جزءًا من مستوطنات المضيق وكانت العاصمة آنذاك وكانت الطوابع للمستعمرة بأكملها تُنتج من سنغافورة.
في البداية كانت الخدمات البريدية تخضع لسلطة الجيش ثم أصبحت بعد ذلك تخضع لسلطة "قائد الميناء". في ذلك الوقت كان حجم البريد المرسل صغيرًا إلى حد م، وكانت الرسائل تُستقبل وتُرسل في مكتب بريد واحد فقط لتغطية المدينة بأكملها. وكان مكتب البريد يقع في نفس الغرفة التي يوجد بها مكتب رئيس الميناء و"موظف مسجل الواردات والصادرات". كان طاقم مكتب البريد بأكمله في ثلاثينيات القرن التاسع عشر يتألف من مسؤول واحد وكاتب ورسول.

#### الانتقال لمبنى أكبر

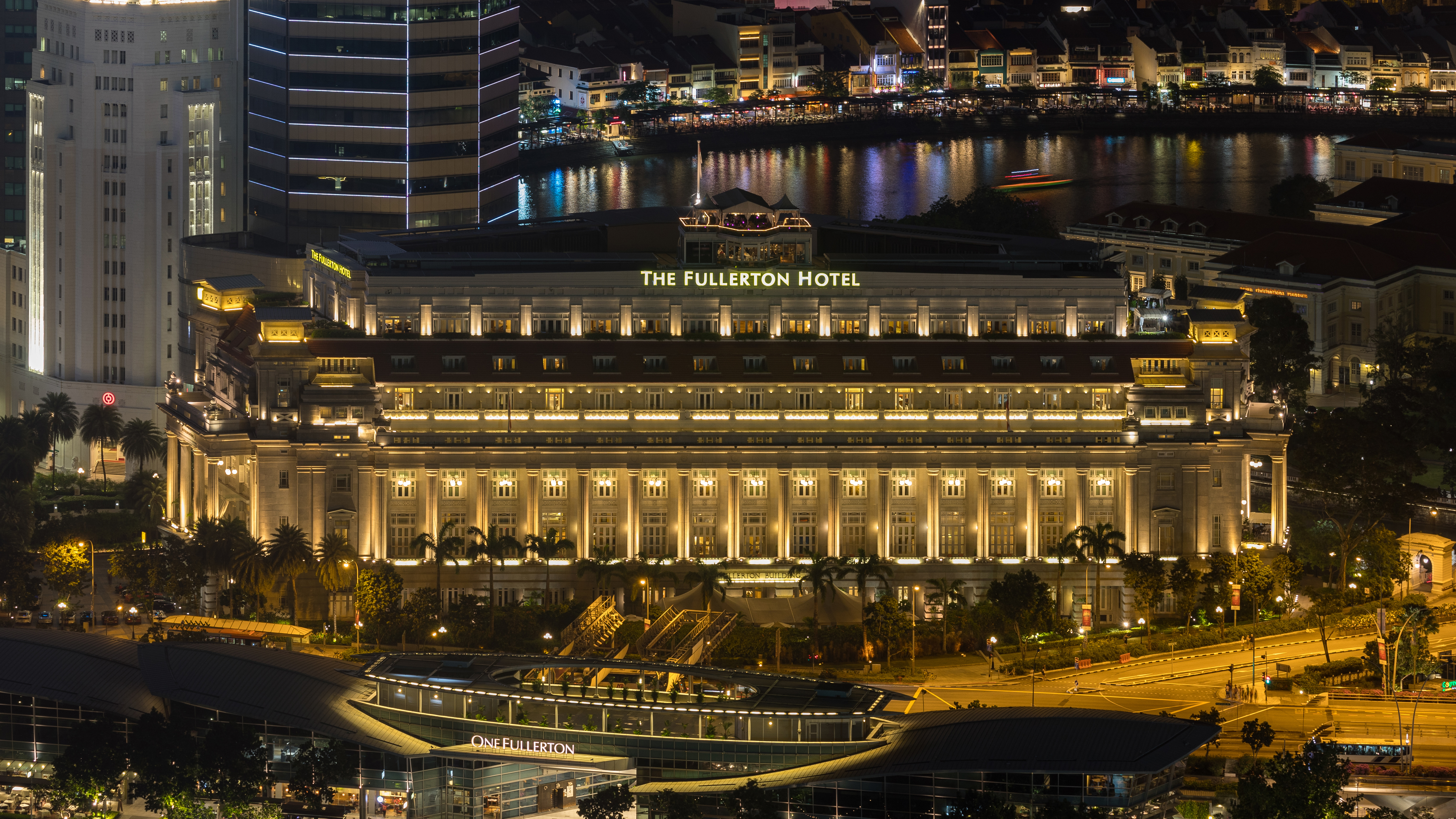
مبنى مكتب البريد العام السابق، وهو الآن فندق فوليرتون

خلال خمسينيات القرن التاسع عشر انتقل مكتب البريد المعروف آنذاك باسم مكتب البريد العام (حي بيه اوه) في عام 1854 إلى مبنى خاص به  بالقرب من مبنى البلدية على ضفاف نهر سنغافورة للتعامل مع أحجام البريد المتزايدة. ومع ذلك ومع أن المبنى كان أكثر اتساعًا، إلا أن موقعه كان في كثير من الأحيان مصدرًا للشكاوى من قبل السكان المحليين. كان السبب الرئيسي وراء ذلك هو موقعه على الجانب الآخر من النهر في منطقة الأعمال مما جعل زيارة مكتب البريد غير مريحة إلى حد ما حيث كان لا بد من عبور النهر بالقارب. ولتخفيف هذه المخاوف بُني جسر للمشاة عام 1856 عبر النهر وفُرضت عليه رسوم قدرها ربع سنت. ثم استٌبدل هذا الجسر في نهاية المطاف في عام 1869 بجسر كافيناغ ، والذي لا يزال قائماً حتى اليوم.

#### زيادة حركة المرور
ومع ازدهار التجارة في سنغافورة وزيادة حركة البريد والشحن فُصل مكتب البريد العام عن المكتب البحري وأصبحت إدارته منفصلة في أكتوبر 1858. بين عامي 1819 و1858 كان يجب تسليم الرسائل المرسلة في مركز البريد. لم تُستخدم طوابع البريد ولكن احتُفظ بسجل لجميع الرسائل الواردة إلى مكتب البريد وأسماء السفن الشراعية التي أُرسلت على متنها.
كما أُصدرت إيصالات مختومة لجميع الرسائل التي تلقاها مكتب البريد لإرسالها. ولراحة السكان المحليين احتُفظ بسجل لحساباتهم البريدية الشخصية مع ترتيبات للدفع الشهري المنتظم لجميع رسوم البريد. لم تٌقدم أول طوابع بريدية لدفع رسوم البريد حتى عام 1854.
خلال هذه الحقبة كان عمود العلم على تلة الحكومة (فورت كانينج الآن) يُراقب بحماس حيث كان رفع العلم أثناء النهار أو إطلاق مدفع في الليل يدل على وصول سفينة تحمل البريد. لقد صنع هذا الحدث إثارة كبيرة في الحياة الهادئة للسكان المحليين. عند استلام البريد من السفن التي تصل إلى الميناء يقوم موظفو البريد في مكتب البريد بترتيب جميع الرسائل أبجديًا قبل إرسالها وهو ما يتضمن تسليمها بواسطة عمال البريد. كان تسليم البريد عن طريق الثيران أو العربات التي تجرها الخيول أو سيرًا على الأقدام يقتصر في البداية على منطقة المدينة. وفي وقت لاحق تُنشأ صناديق البريد في المدينة لإرسال البريد والتي كانت تُلتقط بعد ذلك بواسطة عربات البريد التي تجرها الخيول.

### الاحتلال الياباني
خلال الحرب العالمية الثانية احتلت اليابان سنغافورة من عام 1942 وحتى عام 1945. أنشأت الإدارة العسكرية اليابانية خدمة بريدية لتلبية احتياجات السكان المحليين والجنود وأسرى الحرب في سنغافورة.

بالنسبة لأسرى الحرب البريطانيين على وجه الخصوص سُلّم البريد من الجزر البريطانية إلى معسكر أسرى الحرب في سنغافورة على عدة مراحل. وكانت هذه المراسلات مجانية للمرسلين وكانت ترسل في البداية إلى مكتب الرقابة العسكرية في لندن ومن هناك كانت تعاد إلى مكتب البريد. ثم يُرسل البريد إلى طهران ومن هناك إلى موسكو ومن موسكو بالقطار على خط السكك الحديدية عبر سيبيريا إلى تشيتا ثم بالسكك الحديدية الصينية الشرقية إلى ميناء بوسان الكوري ومن هناك بحرا إلى مدينة شيمونوسيكي اليابانية وأخيرا براً إلى طوكيو. في المرحلة الأخيرة تُنقل الرسائل عن طريق البحر إلى سنغافورة وتُسلم إلى سجن شانغي. ونتيجة لذلك ظل البريد في طريقه إلى الوصول لمدة تزيد على عام. كانت الرسائل والبطاقات البريدية لأسرى الحرب محدودة بـ 25 كلمة فقط وكانت الإدارة اليابانية أيضًا تراقب محتواها.

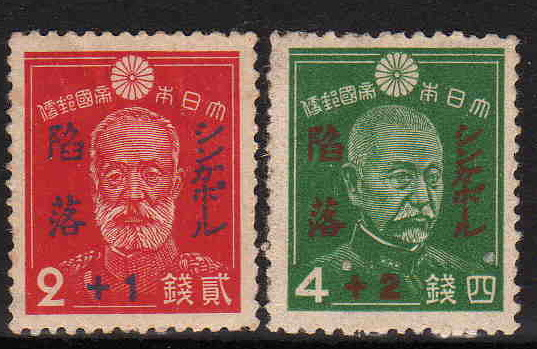
طوابع تذكارية يابانية صدرت بمناسبة الاحتلال الياباني لسنغافورة عام 1942
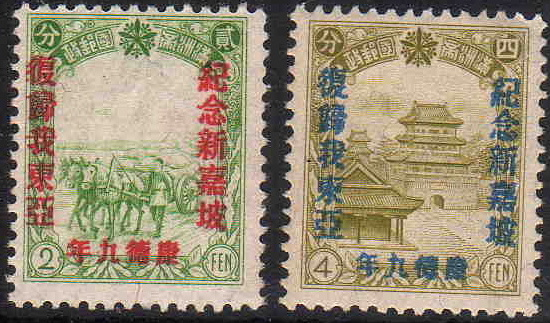
طابع بريدي من منشوريا يصور سقوط سنغافورة
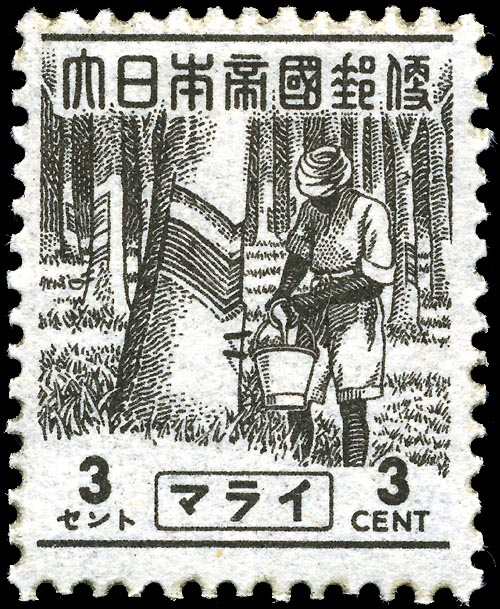
طابع بريدي أثناء الاحتلال. كان هذا الطابع أول طابع بريدي سنغافوري يصور مشاهد وأنشطة محلية

### الإدارة العسكرية البريطانية

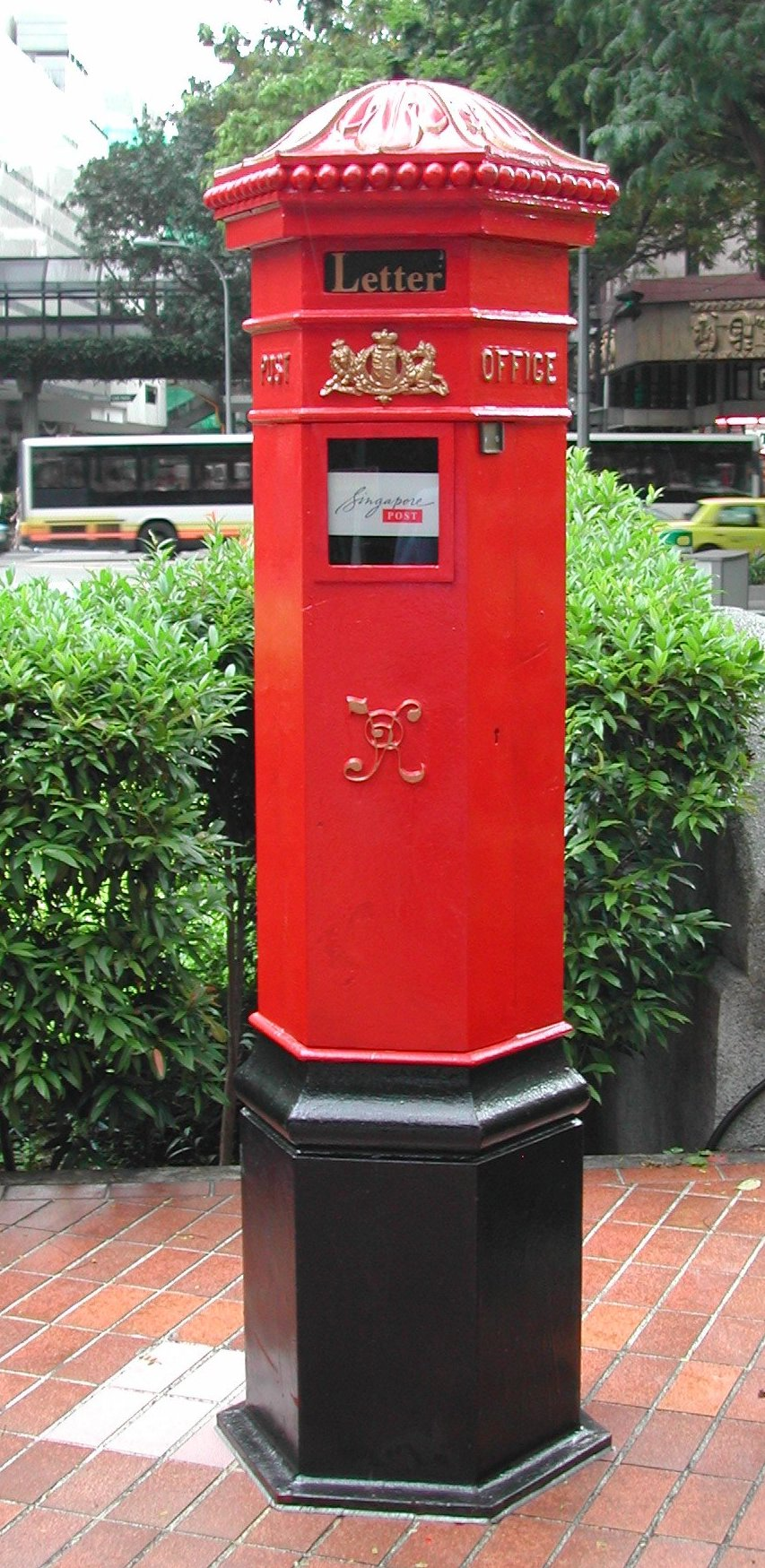
صندوق بريد قائم يعود إلى الحقبة الاستعمارية في سنغافورة

بعد استسلام قوات الاحتلال اليابانية في نهاية الحرب العالمية الثانية أصبحت سنغافورة وماليزيا تحت إدارة الإدارة العسكرية البريطانية. طُبقت فكرة البريد المجاني لفترة قصيرة من 17 سبتمبر 1945 حتى 18 أكتوبر 1945. وفي 19 أكتوبر عام 1945 أُصدرت طوابع مستوطنات المضيق المطبوعة عليها بما سنغافورة/مالايا للاستخدام البريدي. ظلت هذه الطوابع مستخدمة حتى عام 1948 عندما صدرت الطوابع الأولى في سنغافورة.

### مستعمرة التاج
في عام 1946 حُلَّت مستوطنات المضيق وأصبحت سنغافورة مستعمرة تابعة للتاج البريطاني عام 1946. صدرت الطوابع الأولى لسنغافورة في الأول من سبتمبر عام 1948 وكانت مشابهة لطوابع مستوطنات المضيق ولكن نقشت عليها كلمة سنغافورة في الأسفل. أُصدرت طوابع لسلسلة الحافلات الخاصة بحفل الزفاف الملكي الفضي (1948) والذكرى السنوية الخامسة والسبعين للاتحاد البريدي العالمي (1949) وتتويج الملكة إليزابيث الثانية (1953).

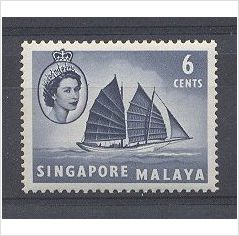
السلسلة النهائية لعام 1955
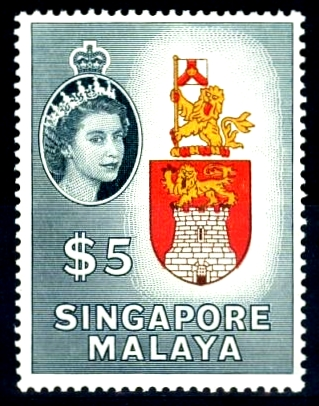
السلسلة النهائية لعام 1955
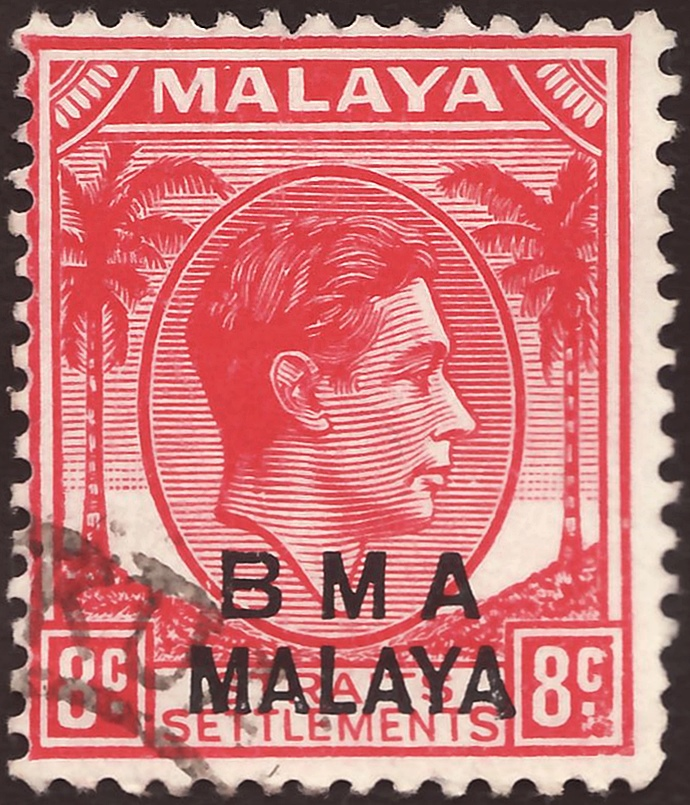
طابع بريدي مطبوع عليه من قبل الإدارة العسكرية البريطانية

### دولة سنغافورة
اعتبارًا من 3 يونيو 1959 أصبحت سنغافورة دولة تتمتع بالحكم الذاتي باسم دولة سنغافورة . أُصدرت خمس مجموعات من الطوابع التذكارية في هذه الفترة بمناسبة الدستور الجديد في عام 1959 والأيام الوطنية في أعوام 1960 و1961 و1962 و1963. وقد سُجلت جميعها باسم دولة سنغافورة . وابتداءً من عام 1960 لم تعد صورة التاج البريطاني تظهر على المنمنمات البريدية في سنغافورة مع أن هذه السلسلة ظلت متداولة حتى عام 1967. في عام 1962 بدأ مكتب البريد في إصدار سلسلة قياسية جديدة من الطوابع التي تصور بساتين الفاكهة والأسماك وطيور سنغافورة الأصلية دون صورة الملكة.
أُصدر 73 طابعًا بريديًا في سنغافورة الاستعمارية والمتمتعة بالحكم الذاتي بين عامي 1948 و1963 في البداية مع اسم "سنغافورة"،= ومنذ عام 1959 "دولة سنغافورة"، مع نقوش باللغة الإنجليزية. بالإضافة إلى ذلك أُصدرت مجموعة طويلة محددة تحمل علامة سنغافورة فقط اعتبارًا من عام 1962 فصاعدًا.
في 16 من سبتمبر عام 1963 اندمجت سنغافورة لفترة وجيزة مع اتحاد الملايو مع صباح وساراواك لتشكيل اتحاد ماليزيا.

## طوابع سنغافورية حديثة
في 9 من أغسطس عام 1965 طُردت سنغافورة وأصبحت جمهورية مستقلة ذات سيادة. وبموجب قانون سنغافورة لعام 1966 أصبحت تلقائيًا جزءًا من الكومنولث بأثر رجعي من يوم الاستقلال. وتعد سنغافورة أيضًا عضوًا في العديد من المنظمات الأخرى، بما في ذلك كونها المقر الرئيسي لمنتدى التعاون الاقتصادي لآسيا والمحيط الهادئ (أيه بيه إيه سي).
صدرت مجموعة من الطوابع تحمل صور لأربعة رجال عام 1966 لإحياء الذكرى الأولى لاستقلال جمهورية سنغافورة. ولكن جميع الطوابع اللاحقة حتى يومنا هذا تحمل صور سنغافورة فقط. وكان الاستثناء الوحيد هو إصدار ثلاثة طوابع بريدية تحمل نقوشاً بجميع اللغات الرسمية: الإنجليزية والصينية والماليزية والتاميلية وقد صدرت عام 1967. كانت الطوابع تحمل تصميمًا مشتركًا ونقشًا باللغة الإنجليزية "بناء سنغافورة قوية!"، والذي تكرر أيضًا باللغات الصينية والماليزية والتاميلية.
بدأت سنغافورة في إصدار طوابع بريدية خاصة بها بشكل منتظم منذ عام 1966. صدرت أول كتلة بريدية عام 1969 احتفالاً بالذكرى المائة والخمسين لتأسيس المدينة. أُصدر حوالي 400 طابع بريدي في سنغافورة حتى عام 1981. صدرت طوابع بريدية قياسية في كل من عام 1968 و1973 و1977 و1980 وكانت موضوعاتها تتعلق برقصاتٍ وطنية وآلاتٍ موسيقية والزهور والحياة البحرية وسفن سنغافورة الفريدة.
عكست الطوابع التذكارية في الغالب الأحداث المحلية والتواريخ الهامة: ذكرى الجمهورية والذكرى السنوية الـ150 للمدينة والأعياد الوطنية للجنسيات والأعياد الدولية-معرض إكسبو 1970 وألعاب شبه جزيرة جنوب شرق آسيا عام 1973 التي أقيمت في سنغافورة والذكرى المئوية للاتحاد البريدي العالمي (1974) والسنة الدولية للمرأة (1975) والعديد من المناسبات البارزة الأخرى. وفي عام 1980 وبالتزامن مع معرض لندن الدولي للطوابع البريدية عام 1980 طُبعت سلسلة من أربع مجسمات بريدية مصغرة تضم الطوابع المبكرة المتداولة في سنغافورة بالإضافة إلى كتلة بريدية.
تتميز الطوابع السنغافورية الحديثة بشكل كبير بلوحات وحيوانات من حديقة حيوان سنغافورة وطيور محلية وزهور بالإضافة إلى المعالم البارزة في البلاد.

## الملحوظات
1. ↑  Now The Fullerton Hotel.

## روابط خارجية
- مجموعة دراسة سنغافورة
- التاريخ البريدي لأسرى الحرب والمعتقلين المدنيين في سنغافورة وماليزيا أثناء الحرب العالمية الثانية 1942-1945، الجمعية الملكية لهواة جمع الطوابع، لندن.